# Goaragui
Goaragui est une localité située dans le département de Boussouma de la province du Sandbondtenga dans la région des Kuilsé au Burkina Faso.

## Géographie
Goaragui se situe à 2,5 km au nord-ouest de Nessemtenga, à  environ 22 km au nord-ouest de Boussouma, le chef-lieu du département, et à 10 km au sud-ouest du centre de Kaya, la capitale régionale. Le village se trouve à 4 km au sud de la route régionale 14 reliant Kaya à Mané.

## Éducation et santé
Le centre de soins le plus proche de Goaragui est le centre de santé et de promotion sociale (CSPS) de Nessemtenga tandis que le centre hospitalier régional (CHR) se trouve à Kaya.
Goaragui possède une école primaire publique.